# Pottingeriaceae
Classification APG II (2003)
Famille
Classification APG IV (2016)
Selon le Angiosperm Phylogeny Website les Pottingeriaceae sont une famille de plantes dicotylédones qui comprend un seul genre Pottingeria (en) et une seule espèce Pottingeria acuminata (de).
Ce sont des arbres à feuillage persistant, des régions tropicales, originaires d'Asie du Sud-Est.

## Étymologie
Le nom vient du genre Pottingeria qui honore le médecin militaire de l'armée indienne  Eldred Pottinger.

## Classification
La classification phylogénétique APG (1998) plaçait cette famille parmi celles dont la position taxonomique est incertaine.
Dans la classification phylogénétique APG II (2003), la classification phylogénétique APG III (2009) et la classification phylogénétique APG IV (2016) cette famille est invalide et ce genre est incorporé à la famille Celastraceae.
L'Angiosperm Phylogeny Website ne reconnaît plus cette famille depuis le 10 juin 2010.